# Aleksandr Brejtfus
Aleksandr Karłowicz Brejtfus, ros. Александр Карлович Брейтфус (ur. 1822, zm. 1886) – złotnik rosyjski.
Aleksandr Karlowicz Brejtfus był złotnikiem i jubilerem czynnym w Petersburgu, gdzie od roku 1851 był kupcem drugiej gildii. W końcu lat pięćdziesiątych XIX wieku handlował wyrobami jubilerskimi i brylantami na ulicy Morskiej. W latach 1859–1863 i 1868–1872 był uznanym rzeczoznawcą i zajmował się profesjonalną wyceną klejnotów. Pracownia Brejtfusa dostarczała dla dworu cesarskiego wyroby jubilerskie i brylantowe.
Brejtfus zmarł w roku 1886. Po jego śmierci firmę prowadziła wdowa Anna Iwanowna Brejtfus wraz z synami Sergiejem, Leonidem i Anatolijem. W 1916 roku Leonid Brejtfus pracował dla firmy Bolin. W ostatnich latach XIX wieku złotnik i inżynier o tym nazwisku pracował dla firmy Werfel i nadzorował wydobycie nefrytu w Syberii.